# Zonsverduisteringen van 1941 t/m 1950
De periode 1941 t/m 1950 bevat 23 zonsverduisteringen. Deze zijn onderverdeeld in de volgende typen:
- 7 totale
- 7 ringvormige
- 0 hybride
- 9 gedeeltelijke

## Overzicht
Onderstaand overzicht bevat alle details van deze zonsverduisteringen.
| Datum        | UTC op Max | Type         | Stijl                         | Saros nr | Magni- tude | Lengte op Max | Regio's in het gehele eclipsgebied                                  | Regio's met het eclipspad                                                |
| ------------ | ---------- | ------------ | ----------------------------- | -------- | ----------- | ------------- | ------------------------------------------------------------------- | ------------------------------------------------------------------------ |
| 27 mrt. 1941 | 20:08:08   | ringvormig   | centraal                      | 138      | 0.935       | 07m41s        | zuidpoolgebied, Zuid-Amerika, Midden-Amerika                        | zuidelijke Grote Oceaan, Peru, Bolivia, Brazilië                         |
| 21 sep. 1941 | 04:34:03   | totaal       | centraal                      | 143      | 1.038       | 03m22s        | Azië, Indië, Australië, Midden-Oosten                               | Rusland, Oezbekistan, Kazachstan, China                                  |
| 16 mrt. 1942 | 23:37:07   | gedeeltelijk |                               | 148      | 0.639       | -             | zuidpoolgebied                                                      |                                                                          |
| 12 aug. 1942 | 02:45:12   | gedeeltelijk | laatste eclips Sarosserie     | 115      | 0.056       | -             | zuidpoolgebied                                                      |                                                                          |
| 10 sep. 1942 | 15:39:33   | gedeeltelijk |                               | 153      | 0.523       | -             | Canada, Groenland, westelijk Europa, noordelijk Afrika              |                                                                          |
| 4 feb. 1943  | 23:38:11   | totaal       | centraal                      | 120      | 1.033       | 02m39s        | oostelijk Azië, westelijk Noord-Amerika                             | Rusland, Japan, Alaska, Canada                                           |
| 1 aug. 1943  | 04:16:13   | ringvormig   | centraal                      | 125      | 0.941       | 06m59s        | Madagaskar, zuidpoolgebied, Indië, Australië                        | zuidelijke Indische Oceaan                                               |
| 25 jan. 1944 | 15:26:42   | totaal       | centraal                      | 130      | 1.043       | 04m09s        | Zuid-Amerika, Midden-Amerika, westelijk Afrika                      | Peru, Brazilië, Sierra Leone, Guinea, Mali, Niger                        |
| 20 juli 1944 | 05:43:13   | ringvormig   | centraal                      | 135      | 0.970       | 03m42s        | zuidelijk Azië, oostelijk Afrika, Indië, Australië                  | Somalië, Ethiopië, India, Myanmar, Thailand, Laos, Vietnam, Filipijnen   |
| 14 jan. 1945 | 05:01:44   | ringvormig   | centraal                      | 140      | 0.997       | 00m15s        | Madagaskar, zuidpoolgebied, Australië, Nieuw-Zeeland                | Zuid-Afrika, Tasmanië                                                    |
| 9 juli 1945  | 13:27:45   | totaal       | centraal                      | 145      | 1.018       | 01m15s        | Noord-Amerika, noordelijk Afrika, Europa, westelijk Azië            | Verenigde Staten, Canada, Groenland, Noorwegen, Zweden, Finland, Rusland |
| 3 jan. 1946  | 12:16:11   | gedeeltelijk |                               | 150      | 0.553       | -             | zuidelijk Zuid-Amerika, zuidpoolgebied                              |                                                                          |
| 30 mei 1946  | 21:00:24   | gedeeltelijk |                               | 117      | 0.886       | -             | zuidelijke Grote Oceaan                                             |                                                                          |
| 29 juni 1946 | 03:51:58   | gedeeltelijk |                               | 155      | 0.180       | -             | noordelijk Europa, noordelijk Noord-Amerika                         |                                                                          |
| 23 nov. 1946 | 17:37:13   | gedeeltelijk |                               | 122      | 0.776       | -             | Noord-Amerika, Caribisch gebied, noordelijk Zuid-Amerika            |                                                                          |
| 20 mei 1947  | 13:47:47   | totaal       | centraal                      | 127      | 1.056       | 05m13s        | Zuid-Amerika, Afrika                                                | Chili, Argentinië, Paraguay, Brazilië, centraal Afrika                   |
| 12 nov. 1947 | 20:05:37   | ringvormig   | centraal                      | 132      | 0.965       | 03m59s        | Noord-Amerika, Zuid-Amerika                                         | centrale Grote Oceaan, Peru, Ecuador, Colombia, Brazilië                 |
| 9 mei 1948   | 02:26:04   | ringvormig   | centraal                      | 137      | 1.000       | 00m00s        | Azië, Indië, noordwestelijk Noord-Amerika                           | Myanmar, Thailand, Laos, Vietnam, China, Japan                           |
| 1 nov. 1948  | 05:59:18   | totaal       | centraal                      | 142      | 1.023       | 01m56s        | oostelijk Afrika, centrale Indische Oceaan                          | Zaïre, Oeganda, Kenia, Indische Oceaan                                   |
| 28 apr. 1949 | 07:48:53   | gedeeltelijk |                               | 147      | 0.609       | -             | noordelijk Afrika, Europa, westelijk Azië, noordelijk Noord-Amerika |                                                                          |
| 21 okt. 1949 | 21:13:01   | gedeeltelijk |                               | 152      | 0.964       | -             | zuidpoolgebied, Australië, Nieuw-Zeeland                            |                                                                          |
| 18 mrt. 1950 | 15:32:02   | ringvormig   | niet Centraal geen zuiddgrens | 119      | 0.962       | -             | zuidelijk Afrika, zuidelijk Zuid-Amerika, zuidpoolgebied            | zuidpoolgebied                                                           |
| 12 sep. 1950 | 03:38:47   | totaal       | centraal                      | 124      | 1.018       | 01m14s        | noordoostelijk Azië, noordwestelijk Noord-Amerika                   | Rusland                                                                  |

### Legenda
| Kolomhoofd                         | Uitleg                                                                                                |
| ---------------------------------- | --- |
| Datum                              | Datum op het moment van het maximum van de eclips                                                     |
| UTC op Max                         | Tijd in UTC op het moment van het maximum van de eclips                                               |
| Type                               | Type van de eclips                                                                                    |
| Stijl                              | Binnen een type zijn verschillende stijlen mogelijk                                                   |
| Sarosnr                            | Het nr van de sarosreeks waartoe de eclips behoord                                                    |
| Magnitude                          | Percentage van verduistering van de middellijn van de zon op het moment van het maximum van de eclips |
| Lengte op Max                      | Tijdsduur van de eclips op de plek met het maximum                                                    |
| Regio's in het gehele eclipsgebied | Gebieden waar de eclips of een gedeelte ervan te zien is                                              |
| Landen met het eclipspad           | Landen waar de eclips totaal of ringvormig te zien is                                                 |